# 1935年の相撲
1935年の相撲（1935ねんのすもう）は、1935年の相撲関係のできごとについて述べる。
1934年-1935年-1936年

## 本場所
- 1月場所
  - 幕内最高優勝：玉錦三右エ門（二所ノ関部屋） - 10勝1敗（3場所ぶり7回目）[1]
- 5月場所
  - 幕内最高優勝：玉錦三右エ門（二所ノ関部屋） - 10勝1敗（2場所連続8回目）[1]

## 誕生
- 1月2日 - 三笠山護（最高位：十両13枚目、所属：出羽海部屋）
- 3月23日 - 明ノ海正五郎（最高位：十両14枚目、所属：伊勢ヶ濱部屋→荒磯部屋）
- 4月5日 - 五ツ潟吉衛（最高位：十両19枚目、所属：出羽海部屋）
- 4月8日 - 清ノ森政夫（最高位：前頭9枚目、所属：伊勢ヶ濱部屋、+ 2019年【平成31年】）[2]
- 5月17日 - 北葉山英俊（最高位：大関、所属：時津風部屋、+ 2010年【平成22年】）[3]
- 5月21日 - 時津海正男（最高位：十両17枚目、所属：時津風部屋）
- 6月15日 - 松嶋市平（最高位：十両7枚目、所属：立浪部屋）
- 8月28日 - 29代式守伊之助（元・立行司、所属：春日野部屋、+ 2004年【平成16年】）[4]
- 10月3日 - 玉響克己（最高位：前頭2枚目、所属：二所ノ関部屋）[2]
- 10月17日 - 羽子錦徳三郎（最高位：前頭10枚目、所属：高嶋部屋→友綱部屋、+ 1973年【昭和48年】）[5]
- 11月3日 - 岡ノ山喜郎（最高位：前頭5枚目、所属：時津風部屋）[6]
- 11月13日 - 青ノ里盛（最高位：関脇、所属：時津風部屋、+ 2008年【平成20年】）[7]
- 11月20日 - 時浪春樹（最高位：十両3枚目、所属：時津風部屋）
- 11月29日 - 小城ノ花正昭（最高位：関脇、所属：出羽海部屋、+ 2006年【平成18年】）[8]

## 死去
- 1月5日 - 銚子灘傳右エ門（最高位：前頭14枚目、所属：中立部屋→二子山部屋→出羽海部屋、年寄：稲川、* 1902年【明治35年】）[9]
- 4月28日 - 立汐唯五郎（最高位：十両5枚目、所属：振分部屋、* 1903年【明治36年】）
- 6月12日 - 上ヶ汐福治郎（最高位：前頭3枚目、所属：若藤部屋、年寄：若藤、* 1881年【明治14年】）[10]
- 11月2日 - 岩木山謙治郎（最高位：前頭15枚目、所属：清見潟部屋→山科部屋、* 1895年【明治28年】）[11]